# Symplectoscyphus pseudocolumnarius
Symplectoscyphus pseudocolumnarius är en nässeldjursart som beskrevs av Vervoort 1993. Symplectoscyphus pseudocolumnarius ingår i släktet Symplectoscyphus och familjen Sertulariidae. Inga underarter finns listade i Catalogue of Life.